# Carl Gustav Boberg

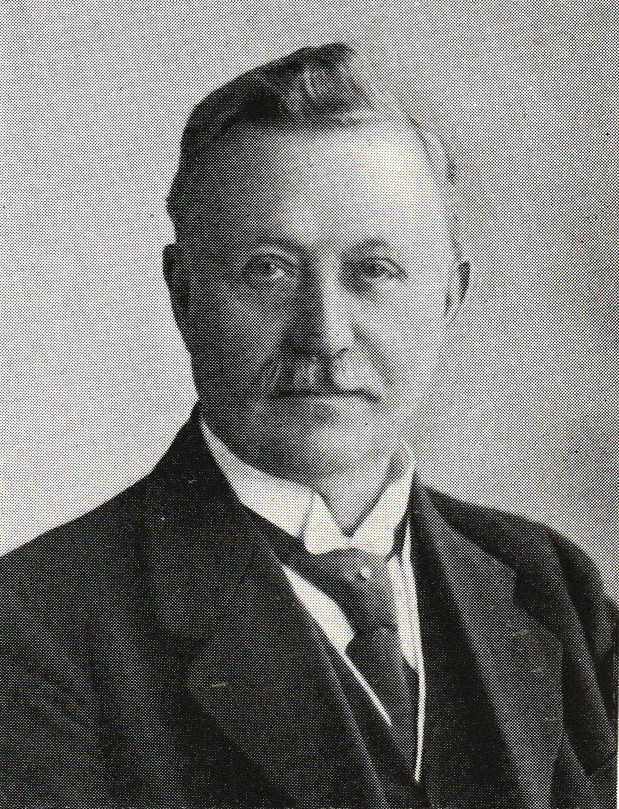
Carl Boberg

Carl Gustaf Boberg (Mönsterås, 16 de agosto de 1859-Kalmar, 7 de janeiro de 1940) foi um compositor e poeta sueco.
Editou o semanário "Sanningsvittnet" (Witness of the Truth - Testemunha da Verdade) entre 1890 e 1916 e serviu no parlamento Sueco entre 1912 e 1931.
Foi o compositor da letra de um hino cristão muito famoso, gravado inclusive por Elvis Presley: "O Store Gud" - em inglês "How Great Thou Art" (em português "Quão Grande És Tu")
O Store Gud, que conhecemos agora como "Quão Grande és Tu", foi publicado pela primeira vez em "A Folha de Monsteras", no dia 13 de Março de 1886. De 1890 até 1916 Boberg foi editor de um semanário cristão, "Testemunho da Verdade". De 1911 até 1924 foi representante de sua cidade no Parlamento Sueco. Sofreu, porém, um derrame em 1937, que paralisou o seu lado direito, vindo a falecer em 1940.
Naquele dia quente de verão de 1885, Carl Boberg e outros da sua cidade foram a uma reunião que se realizaria a duas milhas ao sul de Monsteras. De volta para casa, desabou uma tempestade; os raios riscaram os céus e os ventos sopraram sobre as plantações. Em apenas uma hora a tempestade cessou e o arco-íris apareceu! Chegando em casa, Boberg abriu a janela e viu o estuário que ficava em frente à sua casa, como se fosse um límpido espelho. Repetiu, então, baixinho, os versos de Nicander: "Bem vinda, ó brilhante tarde; Bem vinda, calma e linda".
Da outra banda do rio ouviu o canto dos pássaros no bosque. Tinha havido um funeral naquela mesma tarde e, de longe, podia ser ouvido o repicar dos sinos, na quietude daquele entardecer. A atmosfera e a beleza da paisagem tocaram a mente poética de Boberg e ali encontrou expressões para escrever o hino que hoje conhecemos como "Quão Grande és Tu".
Em 1891, Boberg, sendo editor de um daqueles periódicos, publicou o seu hino com aquela música.
É interessante notar que já em 1910 este hino havia sido traduzido para o português, pelo ilustre hinólogo Dr. João Gomes da Rocha, tradutor de inúmeros hinos, e foi publicado no hinário "Louvores", em 1938, pelo Centro Brasileiro de Publicidade Ltda. Esta tradução constava de dez estrofes e coro (Se os Hinos Falassem, Vol.1)